# Каменное (урочище)
Каменная (урочище Каменное) — гора на Среднем Урале в юго-западной части Свердловской области России в окрестностях города Ревды, неподалёку от горы Волчихи. Гора Каменная с окружающими лесами (всего площадью 566 гектаров) является ландшафтным памятником природы Свердловской области и имеет второе название урочище Каменное.

## География
Гора Каменная расположена в муниципальном образовании «городской округ Ревда», на северной оконечности хребта Ревдинский, в 31 километрах к северу от горы Азов, в 5 километрах к юго-востоку от города Ревда. Гора высотой в 500,3 метров.

## Описание
Гора покрыта лесом, на вершине горная цепь с выходом на поверхность каменных останцов и россыпи валунов.
Гора Каменная имеет две вершины: Каменная 1-я  и Каменная 2-я , причём высшая точка горы на два метра выше расположенной неподалёку знаменитой Волчихи. Скальные останцы, поросшие лесом, образуют небольшие параллельные хребты, местами скалы образуют отвесные стены. С вершины Каменного урочища открывается великолепный вид на окрестности, видно Волчихинское и Ельчевское водохранилища. На горе стоит памятная стела в виде жёлто-зелёной металлической совы, сидящей на стволе высохшего дерева, обозначающая границу Европы и Азии. На крыльях металлического филина вырезаны указателями «Европа» и «Азия». На склоне горы есть малозаметный родник, отмеченный табличкой.
Гора Каменная с окружающими лесами (урочище Каменное) является геоморфологическим природным памятником регионального значения. Урочище Каменное располагается на территории Ревдинского лесхоза.